# Carducciïta
La carducciïta és un mineral de la classe dels sulfurs, que pertany al grup de la sartorita. Rep el nom de la localitat de Valdicastello Carducci, a Itàlia, la seva localitat tipus.

## Característiques
La carducciïta és una sulfosal de fórmula química (Ag₂Sb₂)Pb₁₂(As,Sb)16S40. Cristal·litza en el sistema monoclínic. La seva duresa a l'escala de Mohs es troba entre 2,5 i 3.
L'exemplar que va servir per a determinar l'espècie, el que es coneix com a material tipus, es troba conservat a les col·leccions del Museu d'Història Natural de la Universitat de Pisa (Itàlia), amb el número de catàleg: 19646.

## Formació i jaciments
Va ser descoberta a la mina Pollone, a la localitat de Valdicastello Carducci, a Pietrasanta, dins la província de Lucca (Toscana, Itàlia). Es tracta de l'únic indret de tot el planeta on ha estat descrita aquesta espècie mineral.